# Erythroxylum flavicans
Erythroxylum flavicans är en tvåhjärtbladig växtart som beskrevs av A. Borhidi. Erythroxylum flavicans ingår i släktet Erythroxylum och familjen Erythroxylaceae. Inga underarter finns listade i Catalogue of Life.